# Parijs-Tours 1946
Parijs-Tours 1946 ofwel, de 40ste editie  werd verreden op zondag 12 mei 1946. De wedstrijd had een lengte van 251 kilometer, startte in Parijs en eindigde in Tours.
De Belg Briek Schotte won de wedstrijd door middel van een solo ontsnapping.

## Uitslag
| Plaats  | Naam                 | Ploeg            | Tijd     |
| ------- | -------------------- | ---------------- | -------- |
| Winnaar | Briek Schotte        | Groene Leeuw     | 6u39'19" |
| 2       | Roger Prévota        | Alcyon-Dunlop    | + 1'14"  |
| 3       | Maurice De Muer      | Peugeot-Dunlop   | + 1'16"  |
| 4       | Frans Bonduel        | Dilecta-Wolber   | + 4'20"  |
| 5       | Jacques Geus         | Rochet-Dunlop    | z.t.     |
| 6       | Marcel Tiger         | Dilecta-Wolber   | z.t.     |
| 7       | Maurice Desimpelaere | Alcyon-Dunlop    | z.t.     |
| 8       | André Denhez         | Peugeot-Dunlop   | z.t.     |
| 9       | Lucien Le Guével     |                  | z.t.     |
| 10      | Robert Van Eenaeme   | Métropole-Dunlop | z.t.     |

1896 · 
1897 · 
1898 · 
1899 · 
1900 · 
1901 · 
1902 · 
1903 · 
1904 · 
1905 · 
1906 · 
1907 · 
1908 · 
1909 · 
1910 · 
1911 · 
1912 · 
1913 · 
1914 · 
1915 · 
1916 · 
1917 · 
1918 · 
1919 · 
1920 · 
1921 · 
1922 · 
1923 · 
1924 · 
1925 · 
1926 · 
1927 · 
1928 · 
1929 · 
1930 · 
1931 · 
1932 · 
1933 · 
1934 · 
1935 · 
1936 · 
1937 · 
1938 · 
1939 · 
1940 · 
1941 · 
1942 · 
1943 · 
1944 · 
1945 · 
1946 · 
1947 · 
1948 · 
1949 · 
1950 · 
1951 · 
1952 · 
1953 · 
1954 · 
1955 · 
1956 · 
1957 · 
1958 · 
1959 · 
1960 · 
1961 · 
1962 · 
1963 · 
1964 · 
1965 · 
1966 · 
1967 · 
1968 · 
1969 · 
1970 · 
1971 · 
1972 · 
1973 · 
1974 · 
1975 · 
1976 · 
1977 · 
1978 · 
1979 · 
1980 · 
1981 · 
1982 · 
1983 · 
1984 · 
1985 · 
1986 · 
1987 · 
1988 · 
1989 · 
1990 · 
1991 · 
1992 · 
1993 · 
1994 · 
1995 · 
1996 · 
1997 · 
1998 · 
1999 · 
2000 · 
2001 · 
2002 · 
2003 · 
2004 · 
2005 · 
2006 · 
2007 · 
2008 · 
2009 · 
2010 · 
2011 · 
2012 · 
2013 · 
2014 · 
2015 · 
2016 · 
2017 · 
2018 · 
2019 ·
2020 ·
2021 ·
2022 ·
2023 ·
2024 ·
2025